# Comitato provinciale di Fermo
Il Comitato provinciale di Fermo fu un governo provvisorio stabilitosi a Fermo in sostituzione di quello ecclesiastico, durante i moti del 1831 divampati tra le legazioni dello Stato Pontificio.

## Storia

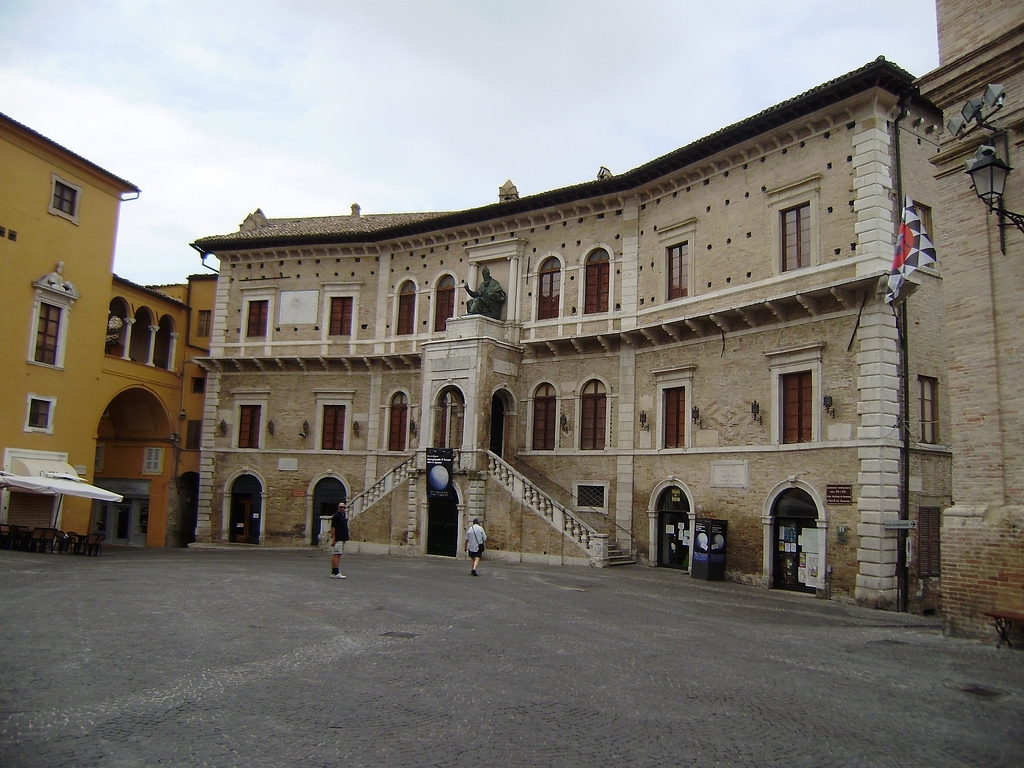
Il palazzo dei Priori a Fermo

Il 21 febbraio 1831 le milizie del generale Giuseppe Sercognani (avanguardia dell'armata nazionale) irruppero nella città di Fermo. 
I rivoluzionari della città scesero in piazza per accogliere le truppe e per issare la bandiera del tricolore italiano sul palazzo municipale. 
Il delegato apostolico monsignor Giovanni Benedetto Folicaldi fu costretto a cedere al generale Sercognani il Governo della delegazione di Fermo ed Ascoli Piceno.
Il 22 febbraio 1831, conclusa la rivoluzione, Sercognani si attivò immediatamente per dare un nuovo governo alla cittadinanza costituendo un Comitato provinciale provvisorio di governo.
Il Comitato fu composto da influenti personaggi della provincia di Fermo chiamati dal Sercognani stesso. 
Per rappresentare la città di Fermo furono invitati il marchese Federico Passari (che ne assunse la presidenza), Tommaso Salvadori, Giuseppe Censi, l'avvocato Bonaventura Petrocchi, Domenico Ranaldi e l'avvocato Giuseppe Fracassetti, mentre per rappresentare la Provincia in seno al consesso il cavalier Giuseppe Neroni Cancelli (Ripatransone), Costantino Sinibaldi (Sant'Elpidio a Mare), il marchese Giacomo Prosperi (Montegiorgio), il conte Giuseppe Palmaroli (Grottammare) e Saverio Segreti (Monterubbiano).
Durante la sua breve esistenza il nuovo Governo, oltre a varare una nuova legislazione sul modello francese in uso all'epoca del Regno Italico, abolì la tassa sul macinato e separò la Provincia di Fermo da quella di Ascoli, ripristinando l'originaria suddivisione territoriale esistente prima della fusione delle medesime (avvenuta nel 1824). Furono, inoltre, organizzate le nuove milizie del Comitato (con scarso successo date le poche iscrizioni) suddivise in Guardia nazionale sedentaria e Guardia nazionale mobilizzata. Il comando della Guardia nazionale fu affidato a Giovanni Guerrieri con il grado di capobattaglione.
Con decreto del 16 marzo 1831 il Governo rivoluzionario centrale di Bologna, nel riconoscere la divisione territoriale delle due Province, nominò Tiberio Borgia prefetto di Fermo, mentre per la prefettura di Ascoli Piceno Filippo Canuti.
Dopo il fallimento dei moti del 1831 e la capitolazione del Governo bolognese nelle mani del cardinale Giovanni Antonio Benvenuti, il 28 marzo 1831 la città di Fermo, come la maggior parte dei Comuni della Provincia, tornò all'obbedienza della Santa Sede. 
Con manifesto pubblico dello stesso giorno il cardinale Benvenuti incaricò il conte Antonio Brancadoro di ripristinare il Governo Pontificio nella Provincia ascolana e fermana. A coadiuvare il Brancadoro nell'opera di restaurazione a Fermo vi furono il conte Luigi Bernetti, il conte Eufemio Vinci e il cav. Nicola Morici. Questo periodo storico coincide con l'allontanamento di Girolamo Bonaparte da Porto di Fermo (attuale Porto San Giorgio), il cui amministratore Pier Damiano Armandi fu coinvolto nell'insurrezione, essendo stato nominato dal Governo rivoluzionario centrale di Bologna, dapprima, generale di brigata comandante il presidio d'Ancona e delle città limitrofe e, poi, ministro della Guerra e della Marina.